# Mogelsberg
Mogelsberg est une ancienne commune suisse du canton de Saint-Gall, située dans la circonscription électorale de Toggenburg. 
Elle a fusionné le 1er janvier 2009 avec Brunnadern et Sankt Peterzell  pour former la commune de Neckertal.

Photo aérienne (1947)